# Colonos
Colonos (auch The Settlers – Los Colonos, Originaltitel Los Colonos, internationaler Titel The Settlers) ist ein Filmdrama und Western von Felipe Gálvez Haberle. In dem zu Beginn des 20. Jahrhunderts in Patagonien spielenden Film machen sich mehrere waffenerfahrene Männer auf den Weg Richtung Meer, um einen Transportweg für die gigantischen Herden zum Atlantik zu finden. Der Film feierte im Mai 2023 bei den Filmfestspielen in Cannes seine Premiere, wo er in der Reihe Un Certain Regard gezeigt wurde. Der Kinostart in Deutschland war Mitte Februar 2024. Colonos wurde von Chile als Beitrag für die Oscarverleihung 2024 als bester Internationaler Film eingereicht.

## Handlung
Chile im Jahr 1901. Weil Patagonien am südlichsten Zipfel Südamerikas nur darauf wartet, erschlossen zu werden, plant der Großgrundbesitzer José Menéndez den Bau einer neuen Straße, einen sicheren Transportweg für die gigantischen Herden zum Atlantik. Er heuert daher den jungen Halb-Chilenen Segundo, den US-amerikanischen Söldner Bill und den schottischen Lieutenant Alexander McLennan als Anführer des Trios an, die die Grenzen seines weitläufigen Besitzes abstecken sollen, zur Not mit Gewalt. Segundo hat sich bereits beim Sichern der Grenze zum benachbarten Argentinien als hervorragender Scharfschütze erwiesen, und Bill und MacLenan haben im Krieg Erfahrungen gesammelt. Alle drei gehen bisweilen unmenschlich hart, brutal und rücksichtslos vor. Bis auf Segundo, der durch seine Identität als Mestizo im dauernden Konflikt zwischen den Weißen und den Indigenen steht und passiv zu den Verbrechen beiträgt.

## Produktion

### Regie, Drehbuch und Filmaufbau
Colonos ist das Spielfilmdebüt von Felipe Gálvez Haberle. Zuvor war der Chilene überwiegend als Filmeditor und Drehbuchautor tätig. Das Drehbuch schrieb er gemeinsam mit Antonia Girardi. Dem Film ist ein zivilisationskritisches Zitat aus Thomas Morus’ Utopia vorangestellt, durch das Gálvez den philosophischen Diskurs eröffnet. Der Film ist in vier Kapitel unterteilt mit den Überschriften The King of White Gold, Half Blood, The Ends of the Earth und The Red Pig.
Erst im Herbst 2023 erkannte Chiles Regierung die Selk’nam, deren Schicksal in Colonos gezeigt wird, offiziell als existierende indigene Gemeinschaft an.

### Besetzung und Dreharbeiten

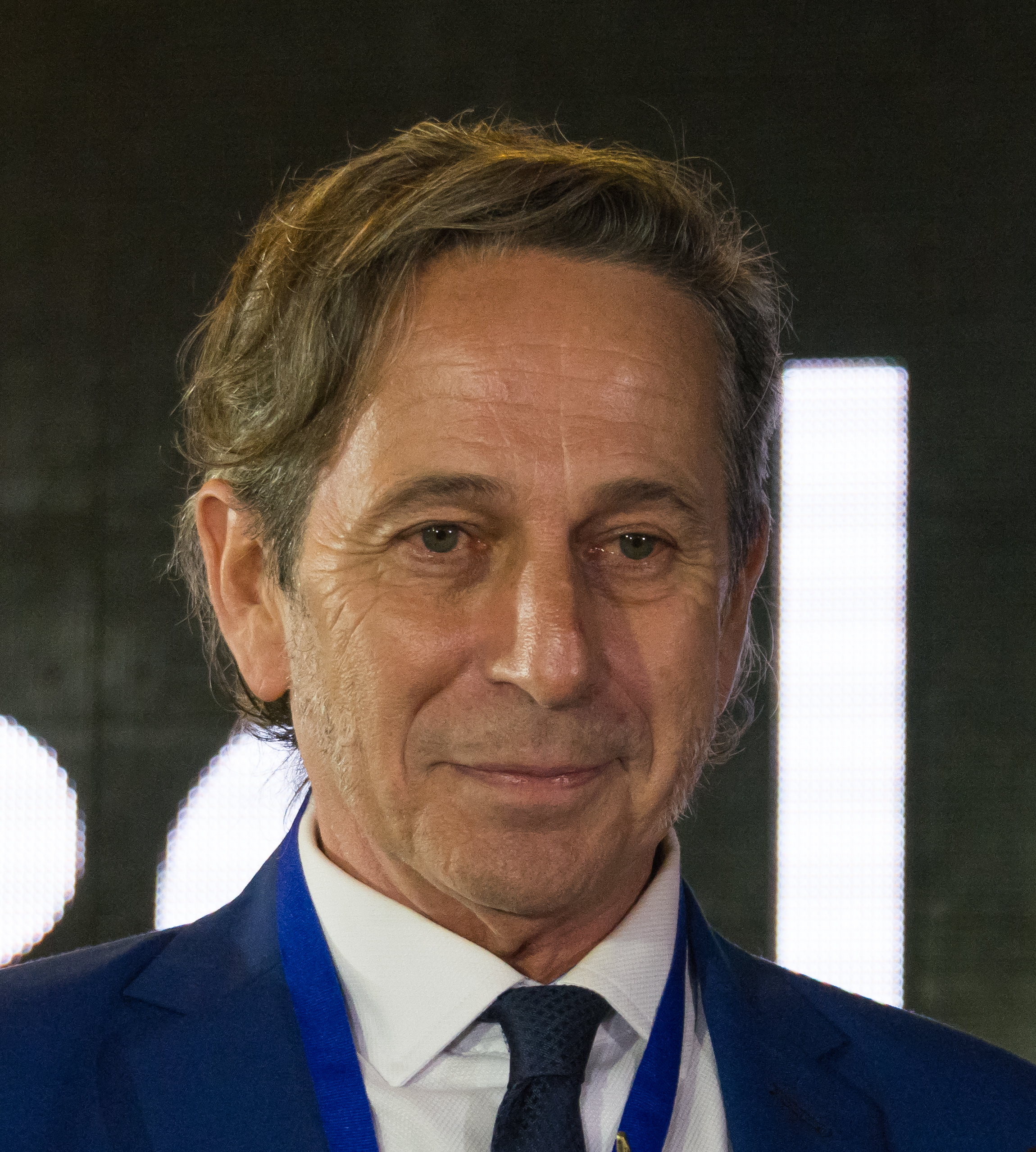
Der Chilene Alfredo Castro spielt den Großgrundbesitzer José Menéndez

Camilo Arancibia spielt den Halb-Chilenen Segundo, die einzige indigene Figur. Benjamin Westfall spielt den US-amerikanischen Söldner Bill und Mark Stanley den britischen Lieutenant Alexander McLennan. Der Brite Sam Spruell spielt Colonel Martin. Der Chilene Alfredo Castro spielt den Großgrundbesitzer José Menéndez.
Der Regisseur Gálvez arbeitete für die Dreharbeiten mit dem Kameramann Simone D’Arcangelo zusammen. Er war zuletzt für den 2021 bei der Viennale mit dem FIPRESCI-Preis ausgezeichneten und in Feuerland spielenden Schatzsucherfilm The Tale of King Crab von Alessio Rigo de Righi und Matteo Zoppis tätig.
Nach Gálvez' Angaben stellte sich die Suche nach Drehorten als sehr schwierig heraus, da große Teile Feuerlands immer noch der Familie Menéndez gehören. So konnte nur an öffentlichen Orten wie u. a. dem Flughafen oder auf einer Mülldeponie gedreht werden.

### Filmmusik und Veröffentlichung
Die Filmmusik komponierte der französische Pianist und Orchesterleiter Harry Allouche. Das Soundtrack-Album mit insgesamt elf Musikstücken wurde Anfang April 2024 von Harry Allouche als Download veröffentlicht.
Die Premiere von Colonos erfolgte am 23. Mai 2023 bei den Filmfestspielen in Cannes, wo er in der Reihe Un Certain Regard gezeigt und hier mit dem FIPRESCI-Preis ausgezeichnet wurde. Im Juni 2023 wurde er beim Filmfest München vorgestellt. Ende Juli, Anfang August 2023 wurde er beim New Zealand International Film Festival gezeigt. Im September 2023 wurde er bei der Filmkunstmesse Leipzig, beim Toronto International Film Festival und beim San Sebastián International Film Festival vorgestellt. Ende September, Anfang Oktober 2023 wurde er beim Reykjavik International Film Festival gezeigt. Im Oktober 2023 wurde er beim Vancouver International Film Festival, beim New York Film Festival, beim London Film Festival, beim Film Festival Cologne und beim American Film Institute Film Festival präsentiert. Ab Mitte November 2023 wurde er beim Internationalen Filmfestival Mannheim-Heidelberg und beim Wiesbadener Exground Filmfest vorgestellt. Im Januar 2024 wurde er beim Palm Springs International Film Festival gezeigt. In Deutschland kam Colonos am 15. Februar 2024 im Verleih von Mubi in die Kinos.

## Rezeption

### Altersfreigabe und Filmgenres
In Deutschland wurde der Film von der FSK ab 16 Jahren freigegeben. In der Freigabebegründung heißt es, mit den Mitteln des Western und des Abenteuerfilms erzähle der bildgewaltige und wortkarge Film von der grausamen kolonialen Erschließung Chiles. Die Hauptfiguren seien dabei ambivalent gezeichnet, die Verbrechen gegen die indigene Bevölkerung würden drastisch dargestellt. Die teils expliziten Grausamkeiten könnten 16-Jährige in den Kontext der Geschichte einordnen, ebenso wie die Darstellung einer Vergewaltigung, die zurückhaltend inszeniert sei.
Der Regisseur erklärte, dass er dem Genre Western grundsätzlich kritisch gegenüberstehe: „Das Kino des 20. Jahrhunderts war ein aktiver Komplize des Kolonisierungsprozesses in Amerika.“ Der Western sei ein Propagandagenre, das das Abschlachten der indigenen Bevölkerung rechtfertigte, habe das Töten zum Unterhaltungskino gemacht und die Ureinwohner als Bösewichte dargestellt. „Es war ein extrem rassistisches Kino“, so der Regisseur weiter.

### Kritiken
Der Film konnte 93 Prozent aller der bei Rotten Tomatoes aufgeführten Kritiker überzeugen bei einer durchschnittlichen Bewertung mit 7,5 von 10 möglichen Punkten. Bei Metacritic erhielt der Film einen Metascore von 80 von 100 möglichen Punkten.
Jessica Kiang von Variety schreibt in ihrer Kritik, Colonos stelle ein vielversprechendes Debüt von Felipe Gálvez Haberle dar, und wenn MacLennan, Bill und Segundo auf ihren schweren  Pferden durch die majestätischen, lebensfeindlichen Landschaften ziehen, erinnere dieses bunt zusammengewürfelte Trio an einen Film von John Ford. Wo der Zuschauer erwarte, dass sich zwischen ihnen etwas wie Kameradschaft entwickelt, werde er enttäuscht. Zwischen ihnen nehme das Misstrauen ebenso zu wie der Verrat. Die drei Männer übten sich in grotesker Barbarei, nicht nur Bill, der stetig seine Sammlung von abgeschnittenen menschlichen Ohren erweitert, sondern auch der sympathischste Charakter Segundo, der durch ihre Verbrechen an der indigenen Bevölkerung zu einem Mittäter werde. Simone D’Arcangelos Kameraarbeit sei so eindringlich und karg, dass der Film fast wie ein Geisterwestern und in manchen Momenten irgendwie mythisch wirke.
Björn Schneider, Filmkorrespondent der Gilde deutscher Filmkunsttheater, bemerkt in seiner Kritik, wenn José Menéndez im Film die Ermordung der Ureinwohner anordnet, um das weitläufige Land vermessen und erschließen zu können, erinnere das Vorgehen der „Söldner“ nicht zufällig an die grausame Ausrottung der US-amerikanischen Ureinwohner durch den weißen Mann im Jahrhundert zuvor. Der von Camilo Arancibia mit herzzerreißender Intensität gespielte, clevere Segundo sei die heimliche Hauptfigur. Weiter schreibt Schneider, Felipe Gálvez Haberle und sein Kameramann Simone D’Arcangelo kleideten ihr antikolonialistisches Western-Drama in nebelverhangene, fast mystische Bilder, die fast schon eine träumerische Atmosphäre verströmten.
Die Dramaturgie folge hingegen vielen anderen postkolonialen Filmen dieser Art, und bei den Erzählmustern und den Handlungselementen setze Haberle ebenso auf eher Bewährtes und Etabliertes, darunter das Nächtigen am Lagerfeuer unter freiem Himmel, das ereignislose Traben durch die chilenische Prärie oder die nächtlichen Schusswechsel mit dem „Feind“.
Robert St. Martin von The Hollywood Times nennt ihn aufreibend und erschütternd, aber lohnenswert, einen Western, der die Wahrheit erzählt. Manohla Dargis von der New York Times bezeichnet ihn als „very fine movie“, warnt die Zuschauer aber gleichzeitig vor verstörenden Szenen von brutaler Gewalt.

### Auszeichnungen
Colonos wurde von Chile als Beitrag für die Oscarverleihung 2024 als bester Internationaler Film eingereicht. Im IndieWire Critics Poll des Jahres 2023 landete Colonos unter den Erstlingsfilmen auf dem fünften Platz. Im Folgenden weitere Nominierungen und Auszeichnungen.
Artios Awards 2025
- Nominierung für das Beste Casting in einem internationalen Spielfilm[30]

 Internationale Filmfestspiele von Cannes 2023
- Nominierung in der Sektion Un Certain Regard (Felipe Gálvez Haberle)
- Nominierung für die Caméra d’Or (Felipe Gálvez Haberle)
- Auszeichnung mit dem FIPRESCI-Preis in der Sektion Un Certain Regard (Felipe Gálvez Haberle)[31]

Festival du Nouveau Cinéma Montreal 2023
- Auszeichnung als Bester Film im internationalen Wettbewerb[32]

Filmfest München 2023
- Nominierung für den CineVision Award (Felipe Gálvez Haberle)[2]

International Film Festival and Forum on Human Rights 2024
- Auszeichnung mit dem Fiction Grand Award[33]

Internationales Filmfestival von Stockholm 2023
- Auszeichnung mit dem Bronzenen Pferd im Wettbewerb[34]

Internationales Filmfestival Warschau 2023
- Auszeichnung als Bester Film im Crème de la Crème Competition (Felipe Gálvez Haberle)[35]

Reykjavik International Film Festival 2023
- Nominierung für den Golden Puffin (Felipe Gálvez Haberle)[13]

San Sebastián International Film Festival 2023
- Nominierung im Horizontes Latinos Competition[12]

São Paulo International Film Festival 2023
- Nominierung im New Directors Competition (Felipe Gálvez Haberle)[36]

Palm Springs International Film Festival 2024
- Nominierung als Bester fremdsprachiger Film für den FIPRESCI-Preis[37]

Tokyo International Film Festival 2023
- Nominierung im Internationalen Wettbewerb[38]